# Rallus obsoletus
El rascón de Ridgway o rascón costero del Pacífico (Rallus obsoletus) es una especie de ave gruiforme de la familia Rallidae que vive en zonas costeras del oeste de Norteamérica. Está estrechamente relacionada con el rascón crepitante (Rallus crepitans), y hasta hace poco se consideraba una subespecie de esta.

## Subespecies
Se reconocen las siguientes subespecies:
- R. o. obsoletus Ridgway, 1874 – en el centro oeste de California, desde la bahía de Humboldt hasta la bahía de Monterrey.
- R. o. levipes Bangs, 1899 – desde el suroeste de California (Santa Bárbara) hasta el norte de Baja California (laguna Ojo de Liebre);
- R. o. yumanensis Dickey, 1923 – en el sureste de California (mar de Salton) y la cuenca del río Colorado hasta el noroeste de México;
- R. o. beldingi Ridgway, 1882 – en el sur de Baja California, desde la bahía de Magdalena hasta la isla Espíritu Santo.

## Distribución
Está muy extendida en el suroeste de los Estados Unidos y el noroeste de México, desde la bahía de San Francisco hasta el sur de Baja California.